# إيدسون باستوس
إيدسون باستوس (بالبرتغالية: Édson Bastos Barreto‏) هو لاعب كرة قدم برازيلي في مركز حراسة المرمى، ولد في 3 نوفمبر 1979 في فوز دو إيغواسو في البرازيل. لعب مع جمعية بورتوغيزا الرياضية ونادي بونتي بريتا ونادي فورتاليزا ونادي فيغورينسي ونادي كوريتيبا.